# Highlander (serie animata)
Highlander (Highlander - The Animated Series) è una serie animata di produzione franco-canadese che è stata trasmessa per la prima volta il 18 settembre 1994. È uno spin-off del film cult del 1986 Highlander - L'ultimo immortale e ambientato dopo la fine del film. La serie è stata prodotta dalla Gaumont Television con i diritti di distribuzione a livello mondiale della Bohbot Entertainment (oggi BKN International). La serie è stata trasmessa in Italia a partire dal 12 maggio 1997 nel programma di Raiuno Solletico, sebbene la maggior parte degli episodi presentasse dei tagli ed alcuni (1x04, 2x02, 2x12 e 2x13) non siano andati in onda. È stata riproposta un'unica volta a partire dal maggio 2001 nel tardo pomeriggio su Raidue, questa volta priva di tagli, interrompendosi all'episodio 2x10. Gli episodi 2x12 e 2x13 non sono quindi mai stati trasmessi sulla televisione italiana.

## Trama
La storia si svolge in una Terra post-apocalittica, dopo che la collisione di un meteorite ha quasi sterminato tutta la civiltà umana facendo esplodere anche le armi nucleari nel mondo. In seguito a questa catastrofe, Connor MacLeod (il protagonista del film originale) ed altri Immortali interrompono il "gioco" di combattersi a vicenda finché solo uno di essi rimarrà. Gli Immortali invece promettono di preservare le conoscenze umane e aiutare l'umanità. Mettono da parte le spade e si autodefiniscono Jettators (dalla parola francese jeter, cioè "gettare via").
Ma un Immortale, Kortan, si rifiuta di effettuare il giuramento, cerca ancora di vincere il "gioco" e spera di dominare il mondo. Connor sfida Kortan in duello e viene sconfitto ed ucciso, visto che ogni Immortale che rompa il patto di non belligeranza è destinato a morire. Comunque con la morte di Connor arriva la profezia della nascita del nuovo Immortale, non soggetto al giuramento, che batterà Kortan. Incontrastato dai Jettators e non assassinabile dai mortali, Kortan stabilisce un impero che, dalla fortezza di Mogonda, controlla buona parte del pianeta.
700 anni dopo, un giovane scozzese chiamato Quentin viene ucciso mentre cerca di difendere il suo clan, i Dundee, dalle truppe di Kortan. Lui è il profetizzato Immortale e torna in vita. La sua morente madre gli rivela la sua vera identità, cioè di far parte del clan MacLeod, "L'ultimo dei MacLeods". Quentin incontra il Jetattor Don Vincente Marino Ramirez, che diventa il suo mentore. Ramirez spiega a Quentin chi sono gli Immortali e la sua missione di affrontare Kortan, e lo allena al combattimento.
Accompagnato da Ramirez, dalla sorella adottiva Clyde e dal loro animale domestico Gaul, Quentin cerca gli altri Jettator per acquisire le loro "reminiscenze" e le loro conoscenze, non decapitandoli ma dividendoli, afferrando una stessa spada simultaneamente (anche se gli effetti sono ugualmente distruttivi per l'area circostante). Nella condivisione il Jettator diventa mortale e spesso la sua spada si spezza per simboleggiare tale significato. Con la saggezza di Ramírez e la "reminiscenza" dei Jettator, Quentin può ambire a distruggere Kortan.
Nonostante sia ridisegnata per attirare un pubblico più giovane, la serie è sorprendentemente violenta; è abbastanza comune che i personaggi secondari muoiano e nonostante Quentin prenda "reminiscenza" e conoscenza senza uccidere, Kortan invece lo fa nel solito modo, decapitandoli. Inoltre, nonostante sia uno scenario di buono contro cattivo, la maggior parte dei personaggi di entrambi gli schieramenti sono ben più che semplici eroi bianchi o neri. Molti degli uomini di Kortan hanno caratteristiche positive e buoni sentimenti, e in più di un'occasione Quentin viene tentato ad essere egoista, specialmente quando gli viene offerta la chance di un immenso potere. Comunque, alla fine il suo lato buono vince. Alcuni episodi coinvolgono Jettator che fanno uso di escamotage per combattere contro Kortan, come Matsuda, che costruisce un cyborg per combattere al suo posto, o Cornell, che cambia il proprio nome in Orion per combattere.

## Protagonisti
- Quentin MacLeod: è l'Highlander protagonista della serie. Cresciuto dal cland Dundee, viene ucciso da Arak e successivamente rinasce come Immortale, quando Kortan cerca di catturare i Dundee. Solitamente combatte con la spada appartenuta a Connor MacLeod ma dispone anche di un boomerang ed è molto bravo nell'usarlo.
- Don Vincente Moreno Ramírez: il Jettator che guida Quentin e controlla che gli altri Jettator mantengano il giuramento. Allena Quentin nell'arte del combattimento, ma gli insegna anche filosofia e storia. In molti episodi sono presenti flashback della sua vita.
- Clyde dei Dundee: la giovane sorella adottiva di Quentin, anche se cresciuta come sorella di sangue. Spesso si trova in pericolo durante le missioni ma in alcune occasioni serve come distrazione.
- Gaul: l'animale di Clyde, un ibrido tra una scimmia ed un cane. È molto intelligente e molto protettivo sia con Clyde che con Quentin. Il suo sesto senso animalesco aiuta a volte Quentin nelle situazioni di pericolo.

## Principali antagonisti
- Kortan: l'unico Immortale non sottoposto al giuramento, si dichiara il vincitore del "gioco" e prende il controllo della Terra. Regna dalla sua città fortezza di Mogonda.
- Arak: uno dei generali di Kortan, capo dell'armata di Kortan chiamata "cacciatori". Ferisce a morte la madre adottiva di Quentin e uccide lo stesso Quentin, svegliando la sua immortalità. Il suo occhio sinistro e la sua mano sinistra sono cibernetici.
- Malone: un ex mimo, viene utilizzato come "chiave umana" per l'armata di Kortan e come buffone di corte. Nonostante il suo atteggiamento bambinesco può essere abbastanza astuto. E nonostante tutto appare fortemente leale nei confronti di Kortan.
- Asklepios: capo dei Burocrati, numero 76 di Mogonda, è un brillante scienziato. Ha una grossa rivalità nei confronti di Arak; i due sono costantemente in competizione per ottenere il favore di Kortan.
- Valka: Burocrate numero 28, aiuta Asklepios a creare una rete di spionaggio, sembra essere innamorata di Asklepios.
- Kirk: un altro ufficiale dell'armata di Kortan, è il custode della colonia di Kortan di formiche giganti. Nell'episodio La vendetta della baraccopoli, lancia un attacco contro i ribelli che vivono nei bassifondi attorno a Mogonda, spingendoli a ricambiare il favore liberando formiche giganti sotto la città. Nel tentativo di inviare le sue formiche per combatterle viene ucciso quando le sue si uniscono a quelle selvagge divorandolo.

## Jettators
- Don Vincente Moreno Ramírez: ha il compito di allenare e guidare l'Highlander e di rinforzare il giuramento dei Jettator: se un Immortale tradisce il giuramento Ramírez deve ucciderlo.
- Mangus: possiede le conoscenze di architettura ed è il leader apparente dei Jettator, è lui che ha informato Kortan dell'Highlander sette secoli prima. Kortan ha poi rubato i suoi progetti e li ha usati per costruire la sua città di Mogonda, dove Mangus ha continuato a nascondersi e spiare il nemico. Quando Quentin arriva, salva il Dundee, li fa entrare in città attraverso le fogne, ma solo sacrificando se stesso in un duello e consentendo così a Kortan di prendergli i suoi poteri è in grado di garantire la loro fuga.
- Yashoda: il più grande dei Jettator, conduce una vita monastica insegnando le arti marziali alle persone. La sua conoscenza è la chiave da utilizzare per sconfiggere Kortan. Testa la volontà di Quentin a reggere alla corruzione e stabilisce che ancora non ha il diritto di acquisire la sua conoscenza, ma promette che potrebbe riconsiderare tutto se Quentin maturerà.
- Stevenson: un Immortale enigmatico con conoscenze di energia idroelettrica. In un disperato tentativo di salvare la sua vita immortale tradisce l'Highlander e prepara un piano per portarlo da Kortan. Quando fallisce, Kortan lo uccide e gli prende tutte le conoscenze.
- Ilrick: un Jettator con conoscenza di medicina.
- Errol: un Jettator con conoscenza di petrolio, dinamite ed altri segreti della Terra. Si è nascosto per evitare di essere trovato dagli uomini di Kortan. Quando l'Highlander arriva alla sua vecchia base trovano soltanto Melvyn, un impiegato impazzito per la perdita di sua figlia Dana. Quentin riesce a trovare la vera Dana all'interno della città di Mogonda e li salva tutti. Non viene mai visto nella serie.
- Lanzelet: un Jettator con conoscenza di storia.
- Olak: il Jettator dei venti. Inizialmente si rifiuta di cedere le sue conoscenze quando la paura dell'altezza di Quentin mette in serio pericolo il figlio di uno dei suoi uomini nella città di Mogonda. Quando Quentin riesce a sconfiggere quella paura ed a salvare il ragazzo da morte certa sopra delle formiche giganti, ci ripensa. Il suo rituale di "reminiscenza" è il primo che si vede nella serie.
- Volta: un Jettator con la conoscenza dell'energia atomica. Viene sfigurato dalle radiazioni (ha la pelle blu).
- Eva: una donna con conoscenza di come creare ologrammi.
- Orane: una donna dai capelli blu che comanda una città sottomarina ed ha conoscenze di oceanografia. È stata una vecchia amante di Ramirez.
- Fredrickson: un Jettar con conoscenza di genetica. Si clona per preservare la sua conoscenza, ma il suo clone è cattivo. Il clone Fredrickson viene ucciso da Quentin, ma visto che è indiretto (o forse perché era un clone) non avviene la "reminiscenza".
- Matsuda: un Jettator asiatico con la conoscenza dei cyborg (più propriamente androidi, visto che le sue creazioni sono più precisamente macchine artificiali). Perde un incontro con Kortan e costruisce un cyborg per ucciderlo.
- Mahata: un'anziana donna con la conoscenza dell'entomologia.
- Branagh: ha la conoscenza delle lingue. Codardo, trova il coraggio quando la donna che ama viene rapita da Arak.
- Cornell: un Jettator cieco con la conoscenza dell'astronomia. Cambia il suo nome in Orion e spera di combattere Kortan durante un'eclisse, in cui sarebbe stato avvantaggiato. Alla fine però cede le sue conoscenze a Quentin, anche perché non ha alcuna possibilità di sconfiggere Kortan avendo perso quei sensi rafforzati che aveva sviluppato durante il suo tempo come Immortale.
- Sahevy: un Jettator con la conoscenza della botanica. Nell'episodio in cui appare, La valle del Gusciospina, inizialmente viene considerato un traditore dell'Ordine dei Jettator per aver cresciuto le piante carnivore nella valle in cui vive; successivamente si viene a sapere che non è lui il responsabile e infatti aiuta a bloccarle.
- Sheperd: un Jettator con la conoscenza dei satelliti. Non prende parte al giuramento perché lo considera la causa della catastrofe. Si nasconde nella sua stazione satellitare, cerca Ramirez e l'Highlander e cede la sua conoscenza nel momento in cui Kortan li trova.
- Prometheus: un Jettator con la conoscenza degli ordigni nucleari. Vecchio amico di Ramirez essi si sono conosciuti durante la seconda guerra mondiale. Ha subito le influenze delle radiazioni ad altissima intensita, causandogli orribili deformità e sofferenze continue. Sheperd si tiene nascosto sotto un mantello e una pesante maschera per non essere visto. Solo la sua immortalità gli permise si sopravvivere, ma divenne così una maledizione. Solo il giuramento che fece con gli altri immortali, gli permise di mantere il senno, e attese con impazienza l'arrivo di MacLeods, per potergli cedere la sua reminescenza, potendo diventare finalmente mortale e poter spirare in serenità, senza più soffrire. Inizialmente Quentin rifiuta le sue conoscenze, così lui vuole darle a Kortan, ma Ramirez lo blocca. Alla fine Quentin acquisisce le sue conoscenze, lo rende mortale e distrugge la bomba lanciata da Kortan. Dopo di ciò Prometheus fa saltare in aria la fortezza e muore.
- Emerson: un Immortale che è tornato sulla Terra dallo spazio dopo sette secoli. Ha la conoscenza dell'invisibilità. È amico di Kortan, ma dopo aver mostrato a Kortan i risultati della sua spedizione viene ucciso e Kortan acquisisce la sua conoscenza.

## Creature
Molte strane creature esistono nell'universo di Highlander: la serie animata.
- Anomas: formiche giganti della dimensione di un elefante, fortemente aggressive, usate a Mogonda per le esecuzioni. Le Anomas selvagge hanno delle ghiandole speciali che producono un acido paralizzante. Come le normali formiche comunicano con la produzione di ferormoni e con lo strofinio delle antenne. L'eremita Zack impara a comunicare con le Anomas e crea artificialmente dei ferormoni per non farsi attaccare.
- Gavors: rettili dalla forma di struzzo usati come mezzo di trasporto, sono intelligenti come i cavalli.
- Grans: creature in parte scimmie in parte cani. Molto intelligenti, possono usare strumenti e creare piani complessi. Comunicano tra di loro con il linguaggio dei segni e capiscono gli umani. I Grans selvaggi attaccano sia gli uomini che i Grans domestici.
- Ragno della neve: grandi aracnidi pelosi, delle dimensioni di un gatto domestico, non velenosi.
- Spine: fiori carnivori che possono muoversi. Emanano una fragranza che induce il sonno, mangiano anche gli umani.

## Episodi

### Prima stagione
1. L'ultimo dei MacLeods [The Last of The MacLeods]
2. Il gusto del tradimento [A Taste of Betrayal]
3. L'arma definitiva [The Last Weapon]
4. Melvyn il magnifico [Melvyn the Magnificent]
5. Ascolta il silenzio [The Sound of Madness]
6. I segreti del vento [The Suspended Village]
7. Esodo [Exodus]
8. L'assedio [The History Lesson]
9. I maledetti [The Cursed]
10. La valle delle spine [Valley of Thorn Pods]
11. Il segreto del potere atomico [Fallout]
12. Il coraggio dell'amore [The Courage of Love]
13. La trappola [The Setup]

### Seconda stagione
1. La spada del male [Sword of Evil]
2. L'occhio del cielo [The Eye of Heaven]
3. Il prezzo della libertà [The Price of Freedom]
4. Il tesoro sepolto [Treasure in the Sand]
5. Il popolo del mare [Orane]
6. Gli uomini senza nome [The Secret Prison]
7. Dead Ringer
8. Il regno di Orione [Orion's Reign]
9. La furia dell'uragano [Rage of the Hurricane]
10. La sala dell'oblio [Oblivion]
11. Signore per un giorno [Lord for a day]
12. The Siege of the Dundees (inedito in Italia)
13. The Blood of my Enemy (inedito in Italia)
14. Il tradimento di Valka [Valka]
15. L'immortale venuto dallo spazio [The Survivors from Outer Space]
16. Il Re delle formiche [King of the Ants]
17. La Valle dell'Aquila [Eagle Valley]
18. L'isola dei Grans [Isle of Grans]
19. Una tremenda vendetta [Revenge of the Shantytown]
20. Trick of the Light
21. sosia [The Double]
22. Cult of the Immortal
23. Playing with fire
24. Vuoto di memoria [Tricks of the Mind]
25. Matsuda [Matsuda]
26. Guerra fra i ghiacci [Ice Dwellers]
27. Conto alla rovescia [Countdown]

## Videogioco
Un videogioco basato sulla serie chiamato Highlander: L'ultimo McLeod venne pubblicato dalla Atari nel 1995, ma ebbe scarso successo.

## Lungometraggio e DVD
Alcuni episodi sono stati uniti in un lungometraggio chiamato Highlander: l'avventura comincia.
La Genius Products ha lanciato il DVD Highlander: La serie animata in alcune nazioni nel 2007.

## Doppiaggio
| Personaggio      | Doppiatore originale | Doppiatore italiano |
| ---------------- | -------------------- | ------------------- |
| Quentin MacLeod  | Miklos Perlos        | Giorgio Borghetti   |
| Ramirez          | Benedict Campbell    | Michele Kalamera    |
| Kortan           | Lawrence Bayne       | Saverio Moriones    |
| Clyde            | Katie Zegers         | Gemma Donati        |
| Arak             | Don Dickinson        | Fabio Boccanera     |
| Malone           | Lorne Kennedy        | Roberto Del Giudice |
| Asklepios        | Wayne Robson         | Romano Ghini        |
| Valka            |                      | Renata Biserni      |
| Glen             | Wayne Robson         | Bruno Alessandro    |
| Neil             |                      | Maurizio Reti       |
| Sven             |                      | Paolo Marchese      |
| Gorth            | David Hemblen        | Wladimiro Grana     |
| Kirk             |                      | Paolo Marchese      |
| Mangus           | Graham Haley         | Goffredo Matassi    |
| Orione / Cornell |                      | Goffredo Matassi    |
| Yashoda          | Dennis Akiyama       | Luca Biagini        |
| Stevenson        | James Rankin         | Luca Biagini        |
| Lanzelet         | David Bryant         | Luca Biagini        |
| Sahevy           | Hrant Alianak        | Luca Biagini        |
| Prometheus       |                      | Bruno Alessandro    |
| Mahata           |                      | Bruno Alessandro    |
| Orane            |                      | Roberta Pellini     |
| Matsuda          |                      | Danilo De Girolamo  |
| Volta            |                      | Natalino Libralesso |
| Connor MacLeod   | Lorne Kennedy        | Natalino Libralesso |